# Melchor Terrazas
Melchor Terrazas Virreira (6 de junio de 1825 – 3 de noviembre de 1898) fue un político y estadista boliviano que se desempeñó como Ministro de Gobierno y Relaciones Exteriores y también como Ministro de Justicia, Instrucción Pública y Culto durante las presidencias de Tomás Frías y Agustín Morales. Abogado y educador, fue un defensor de gobiernos democráticos y civiles y se opuso al caudillismo.

## Primeros años de vida
Terrazas nació en Cochabamba, Bolivia, el 6 de junio de 1825, siendo el hijo de Pedro Pablo Terrazas Villanueva y Micaela Petrona Virreira López. Proveniente de una familia acomodada de terratenientes, tuvo la oportunidad de explorar el extranjero durante su juventud y cursar estudios en la Universidad de San Francisco Xavier, que en ese entonces gozaba de prestigio.

## Educador y político
En 1850, Terrazas inició su carrera como abogado y para 1852 ya estaba empleado en la Universidad Mayor de San Simón. Para 1855, ostentaba el cargo de vicerrector en la universidad y había ganado reconocimiento en todo Bolivia gracias a sus habilidades administrativas.
En 1857, Terrazas incursionó en la arena política al unirse oficialmente al movimiento linarista liderado por el caudillo civil José María Linares. El derrocamiento de Jorge Córdova en ese año allanó el camino para que Linares asumiera la presidencia. A pesar de su respaldo inicial a Linares, Terrazas pronto se distanció debido a sus críticas a las políticas del nuevo presidente. Durante el gobierno de Linares, Terrazas fue exiliado en dos ocasiones.
En 1860, Terrazas retornó desde Chile y al llegar a la ciudad de Cochabamba, condenó la presidencia de Linares, quien en ese momento se había autoproclamado dictador. El levantamiento en Cochabamba fue tumultuoso, ya que enfrentó la resistencia de la guarnición leal a Linares. El 2 de noviembre de 1860, la guarnición fue vencida y Terrazas proclamó el gobierno de José María de Achá en Cochabamba.
A pesar de desempeñar un papel destacado en la caída de Linares, a Terrazas se le vedó su regreso a la esfera pública, aunque logró asumir el cargo de rector en la Universidad Superior de San Simón. Achá era especialmente impopular entre la élite académica, como quedó evidenciado cuando la mayoría de los educadores más destacados del país, incluido Terrazas, se sublevaron contra el presidente en 1864. Después de meses de agitación, Manuel Isidoro Belzu tomó el poder con el respaldo de Terrazas.
No obstante, poco después de llegar a La Paz, Belzu fue asesinado por Mariano Melgarejo, quien había lanzado un contragolpe contra los belcistas. Terrazas condenó al bárbaro Melgarejo y se refugió en el Perú. Durante gran parte del mandato de Melgarejo, Terrazas permaneció fuera de Bolivia. En 1870, al enterarse de la revuelta contra Melgarejo, Terrazas partió de inmediato desde Puno hacia La Paz. Al llegar en diciembre, se unió a la causa del general Morales, quien derrocó a Melgarejo tras vencer al general José María Calderón.
Después de que Morales asumiera la presidencia, estableció el nuevo Ministerio de Justicia y designó a Terrazas como titular de dicha cartera el 22 de octubre de 1871. Terrazas se contó entre los numerosos políticos que se sintieron marginados cuando Morales clausuró la Asamblea Nacional el 25 de noviembre de 1872. Aunque muchos políticos anticipaban un inminente golpe de Estado, Morales fue asesinado en las primeras horas del 27 de noviembre. A pesar de la muerte de Morales, Tomás Frías mantuvo el gabinete intacto en espera de las próximas elecciones.
El 27 de enero de 1873, Frías designó a Terrazas como Ministro de Gobierno y Relaciones Exteriores, posición que ocupó hasta el 9 de mayo de 1873, fecha en que Adolfo Ballivián asumió la presidencia tras ser elegido.
Terrazas prosiguió con su carrera política y diplomática al desempeñar el cargo de embajador de Bolivia en Perú durante la Guerra del Pacífico. Durante este periodo, participó en negociaciones con los representantes peruanos, explorando la posibilidad de una eventual unión federal entre los dos estados andinos.

## Matrimonio y familia
Terrazas contrajo matrimonio con María Manuela Benigna Urquidi Aguilar el 16 de julio de 1848. De esta unión nacieron once hijos: Melchor Fidel, Benigna, Melchor, Josefa Gavina, Pablo José, Guillermo, José Manuel, Carmen, María Teresa, María Alvina y Benigno. Terrazas tiene vínculos familiares con Manuel Terrazas, Hernán Terrazas Céspedes y David Terrazas.